# Bressonne
Die Bressonne, im Patois auch Bressonnaz genannt, ist ein knapp 16 km langer linker Nebenfluss des Carrouge im Kanton Waadt der Schweiz. Sie entwässert einen Abschnitt des Waadtländer Mittellandes und gehört zum Einzugsbereich des Rheins.

## Name
Bressonne ist die weibliche Form des Familiennamens Bresson, der vom lateinischen Brictius abgeleitet ist.

## Geographie

### Verlauf
Das Quellgebiet der Bressonne befindet sich nahe bei Lausanne auf rund 900 m ü. M. in den waldreichen Höhen des Jorat, nordöstlich des Passübergangs Col du Chalet-à-Gobet. Als kleiner Bach fliesst die Bressonne zunächst nach Osten, bevor sie sich bei Montpreveyres nach Nordnordosten wendet. Das Tal der Bressonne ist bis auf wenige Ausnahmen rund 20 bis 80 m in die umgebenden Molassehöhen eingetieft und meist bewaldet. Auf ihrer Wegstrecke nimmt die Bressonne von links den Ruisseau de Corcelles auf, der ebenfalls auf dem Hochplateau des Jorat entspringt.
Südwestlich von Moudon erreicht die Bressonne die Talniederung der Broye und mündet auf 529,7 m ü. M. beim Weiler Les Moulins in den Carrouge und dieser fliesst nach rund 400 m in die Broye.

### Einzugsgebiet
Das Einzugsgebiet der Bressonne ist 32,31 km² gross und wird durch sie über den Carrouge, die Broye, die Aare und den Rhein zur Nordsee entwässert.
Es grenzt
- im Osten an das Einzugsgebiet der Carrouge;
- im Südosten an das des Grenet, der in die Broye mündet;
- im Süden an das der Paudèze, der über den Genfersee und die Rhone in das Mittelmeer entwässert;
- im Südwesten an das des Talent, der über die Thielle und den Zihlkanal in die Aare entwässert;
- im Westen an das der Menthue, die in den Zihlkanal mündet und
- im Norden an das der Petite Glâne, die in die  Broye mündet.

Das Einzugsgebiet besteht zu 42,0 % aus bestockter Fläche, zu 51,0 % aus Landwirtschaftsfläche und zu 6,9 % aus Siedlungsfläche.
Flächenverteilung
Die mittlere Höhe des Einzugsgebietes beträgt 784 m ü. M., die Minimale Höhe liegt bei  530 m ü. M. und die Maximale Höhe bei 929 m ü. M.

### Zuflüsse
- Craivavers (rechts), 2,0 km
- Liaisettes (rechts), 1,3 km
- Rochette (links), 2,1 km
- Cerjux (Robastiou[Anm 1]) (links), 3,3 km
- Moleire (links), 1,0 km
- Botentrat (rechts), 2,6 km
- Corcelles (links), 7,2 km
- Pissevache (links), 3,7 km

## Hydrologie
An der Mündung der Bressonne in den Carrouge beträgt ihre modellierte mittlere Abflussmenge (MQ) 0,68 m³/s. Ihr Abflussregimetyp ist nivo-pluvial jurassien und ihre Abflussvariabilität beträgt 24.
Die Abflussmenge der Bressonne schwankt im Laufe des Jahres relativ stark.
Die höchsten Wasserstände wurden für die Monaten Dezember bis März ermittelt. Ihren Höchststand erreicht die Abflussmenge mit 1,11 m³/s im Februar. Von März an geht die Schüttung Monat für Monat merklich zurück und erreicht ihren niedrigsten Stand im August mit 0,24 m³/s, um im September wieder von Monat zu Monat stetig anzusteigen.
Der modellierte monatliche mittlere Abfluss (MQ) der Bressonne in m³/s

## Natur und Umwelt
Der Bachlauf der Bressonne ist auf weite Strecken in natürlichem oder naturnahem Zustand erhalten. Durch das Bressonne-Tal verläuft die Hauptstrasse 1 von Lausanne via Moudon nach Payerne, die insbesondere vor der Eröffnung der Autobahn von Bern in die Westschweiz auch vom Transitverkehr genutzt wurde.